# Liste der Kunstwerke im öffentlichen Raum in Linz-Pöstlingberg
Diese Liste der Kunstwerke im öffentlichen Raum in Linz-Pöstlingberg enthält die vom Archiv der Stadt Linz gelisteten Kunstwerke im öffentlichen Raum im Stadtteil Pöstlingberg.
Denkmäler, profane Skulpturen und Plastiken, sakrale Kleindenkmäler, Brunnen, Gedenktafeln oder Kunst am Bau wurden in die Listen aufgenommen, sofern sie dauerhaft installiert und vom Archiv der Stadt Linz als Kunst im öffentlichen Raum (Public Art) verzeichnet und mit einer eindeutigen Identifikationsnummer (ID) ausgestattet sind.

## Kunstwerke
| Foto |                 | Name                                                              | Typ          | Standort                               | Künstler                     | Datierung | Beschreibung | Metadaten |
| ---- | --------------- | ----------------------------------------------------------------- | ------------ | -------------------------------------- | ---------------------------- | --------- | --- | --------- |
| ja   | Datei hochladen | Marterl am Bachlbergweg ID: 1709                                  | Kleindenkmal | Am Bachlberg Standort                  |                              | 1817      | |           |
| ja   | Datei hochladen | Trinkt, o Wanderaugen trinkt ID: 3055                             | Gedenktafel  | Am Pöstlingberg Standort               |                              | 1960      | Die Gedenktafel gibt das Gedicht Blick vom Pöstlingberg von Edward Samhaber wieder. |           |
| ja   | Datei hochladen | Kriegerdenkmal Pöstlingberg ID: 3053                              | Gedenkstätte | Am Pöstlingberg Standort               |                              | 1923      | |           |
| ja   | Datei hochladen | Brunnen Am Pöstlingberg ID: 3077                                  | Brunnen      | Am Pöstlingberg 14 Standort            |                              |           | |           |
| BW   | Datei hochladen | Franz Schückbauer ID: 1955                                        | Gedenktafel  | Bachlbergweg Standort                  |                              | 1957      | |           |
| ja   | Datei hochladen | Kapelle Bachlbergweg ID: 1068                                     | Kleindenkmal | Bachlbergweg 44, gegenüber Standort    |                              | 1866      | |           |
| ja   | Datei hochladen | Kriegerdenkmal Pöstlingberg ID: 1281                              | Gedenkstätte | Am Pöstlingberg Standort               |                              | 1963      | |           |
| ja   | Datei hochladen | Kapelle Gründbergstraße Vulgo: Gründbergkapelle ID: 1074          | Kleindenkmal | Gründbergstraße 65, nahe Standort      |                              | 1900      | |           |
| ja   | Datei hochladen | Marterl Hohe Straße / Samhaberstraße ID: 1475                     | Kleindenkmal | Hohe Straße / Samhaberstraße Standort  |                              | 1950      | |           |
| ja   | Datei hochladen | Marterl Höllmühlstraße ID: 1952                                   | Kleindenkmal | Höllmühlstraße Standort                |                              |           | |           |
| ja   | Datei hochladen | Akropolis von Linz ID: 3054                                       | Kleindenkmal | Ing. Franz Scheinig-Promenade Standort | Hermann von Gilm zu Rosenegg | 1959      | Das Denkmal besteht aus einem grob behauenen Granitblock, in den eine Marmortafel eingelassen ist. Darauf befindet sich ein Gedicht von Hermann von Gilm zu Rosenegg, in dem der Pöstlingberg als „Akropolis von Linz“ bezeichnet wird. |           |
| ja   | Datei hochladen | Kreuzweg Pöstlingberg ID: 3080 HERIS-ID: 102112 Objekt-ID: 118471 | Kleindenkmal | Kreuzweg Standort                      |                              | 1873      | |           |
| ja   | Datei hochladen | Sgraffito Leonfeldner Straße ID: 1761                             | Kunst am Bau | Leonfeldner Straße 153 Standort        | Peter Kubovsky               | 1964      | |           |
| BW   | Datei hochladen | Kapelle Pachmayrstraße ID: 1784                                   | Kleindenkmal | Pachmayrstraße 129 Standort            |                              | 1850      | |           |
| BW   | Datei hochladen | Imker ID: 1891                                                    | Kunst am Bau | Pachmayrstraße 57 Standort             | Willy Hengl                  | 1965      | |           |
| ja   | Datei hochladen | Denkmal für die Vertriebenen ID: 1284                             | Gedenkstätte | Samhaberstraße Standort                | Josef Radler-Wöss            | 1975      | |           |
| ja   | Datei hochladen | Kapelle Schablederweg ID: 1078                                    | Kleindenkmal | Schablederweg Standort                 |                              | 1850      | |           |
| BW   | Datei hochladen | Marterl Schiefersederweg ID: 1948                                 | Kleindenkmal | Schiefersederweg 46 Standort           |                              | 1840      | |           |